# Colossi di Memnone
I Colossi di Memnone (anche noti in arabo come el-Colossat o es-Salamat) sono due enormi statue di pietra del faraone Amenofi III. Eretti oltre 3400 anni fa nella necropoli di Tebe, lungo le rive del Nilo, di fronte sulla riva opposta all'attuale città di Luxor, le due statue facevano parte del complesso funerario eretto da Amenhotep III. Le statue successivamente alla morte del faraone divennero già famose nell'antichità, quando, a causa del progressivo degrado, da una di esse si propagavano rumori che all'epoca furono interpretati come il saluto di Memnone a sua madre.

## I colossi

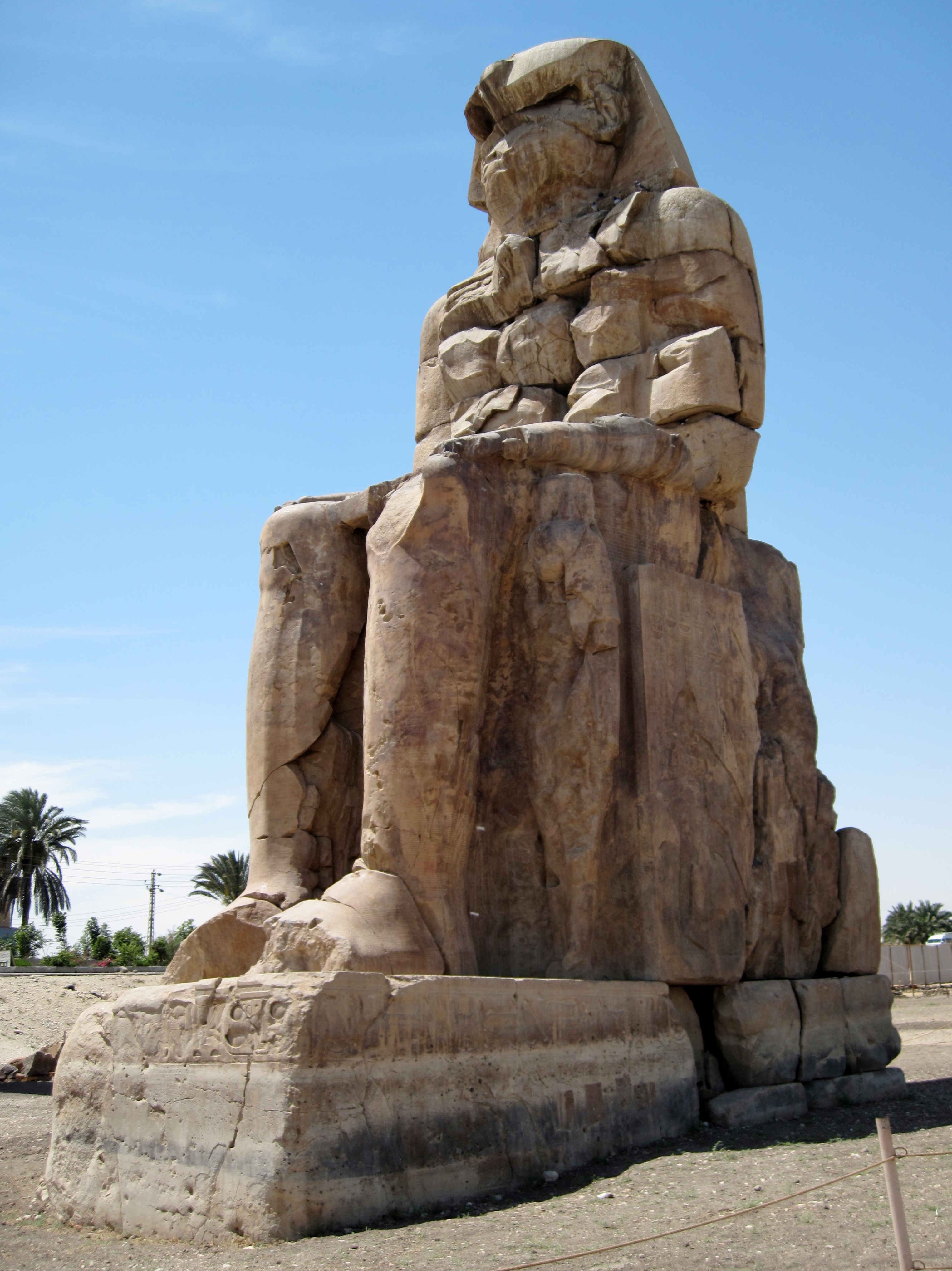
Il colosso posto a destra

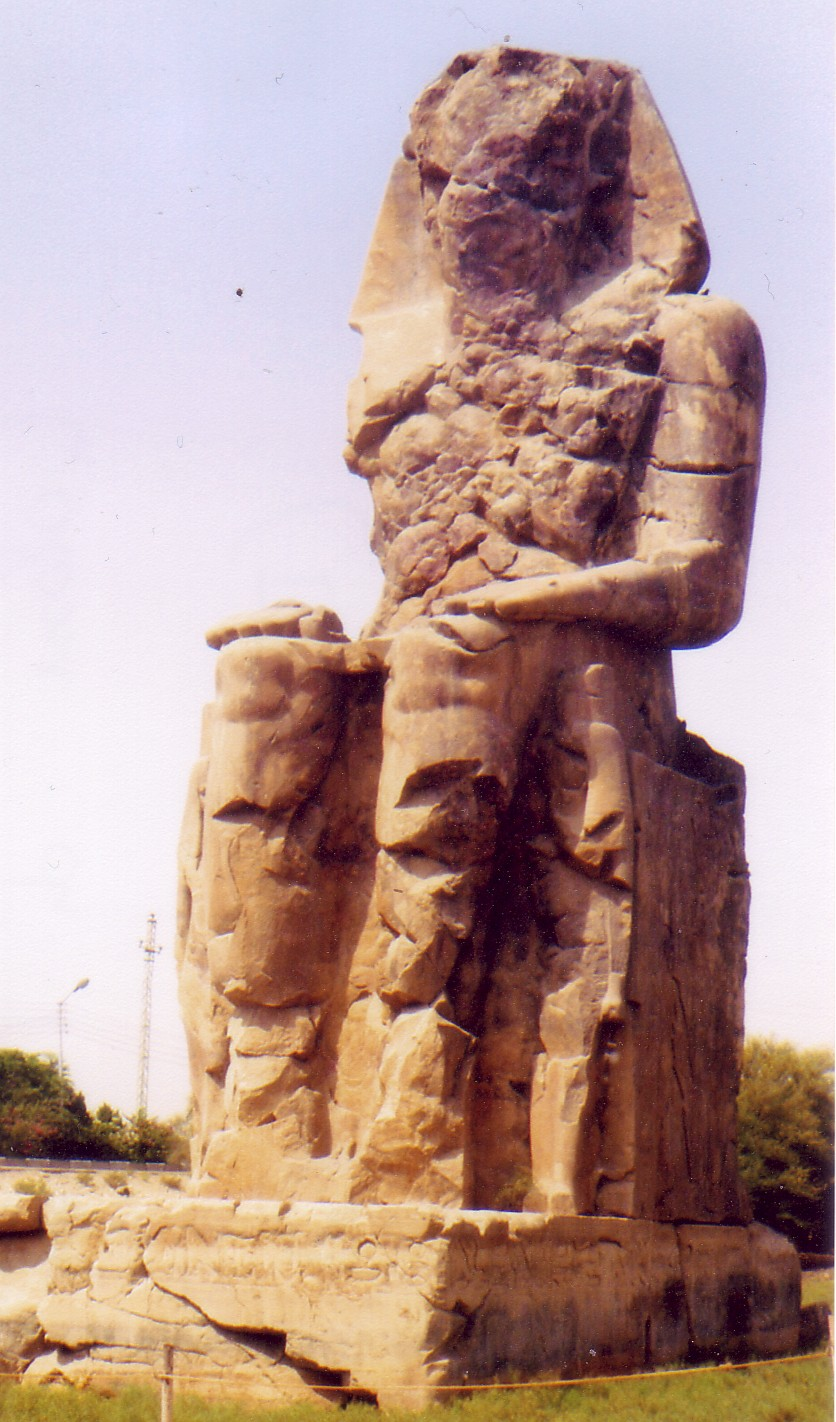
Il colosso posto a sinistra

Le statue gemelle rappresentano Amenhotep III (XV secolo a.C.) in posizione seduta, con le mani sulle ginocchia e lo sguardo rivolto a est, verso il fiume e il sole nascente. Due figure più basse sono scolpite sulla parte anteriore del trono, a fianco alle sue gambe: la moglie Tiy e la madre Mutemuia. I pannelli laterali rappresentano il dio del Nilo Hapy.
Le statue sono formate da blocchi di quarzite che fu scavata probabilmente a Giza (presso la moderna Il Cairo) o a Gebel el-Silsileh, 600 km a nord di Assuan. Raggiungono una considerevole altezza di 18 metri, comprese le piattaforme di pietra su cui sono costruite.
La funzione originale dei Colossi era di stare a guardia dell'entrata del Tempio di Milioni di Anni di Amenhotep: un gigantesco centro di culto costruito quando il faraone era ancora in vita, dove venne riconosciuto come reincarnazione in terra del dio, sia prima che dopo la sua partenza da questo mondo. Ai suoi tempi, questo tempio era il più grande ed opulento nell'intero Egitto. Con una superficie di 35 ettari, anche i rivali successivi come il Ramesseum di Ramesse II o il Medinet Habu di Ramesse III non reggevano il confronto, non raggiungendone l'area; anche il tempio di Karnak, all'epoca di Amenhotep, era più piccolo.
Ad ogni modo, con l'eccezione dei Colossi, pochissimo di questo tempio è rimasto visibile; essendo costruito sul bordo della pianura alluvionale del Nilo, le ripetute esondazioni annuali ne hanno danneggiato col passare dei secoli le fondamenta, come illustra anche una famosa litografia del 1840 di David Roberts.

## Origine del nome
Dopo la conquista persiana dell'Egitto, Cambise II fece mutilare i volti dei colossi, tagliandone gli orecchi e la bocca. Il nome originario del faraone e lo scopo delle statue andò perduto col tempo, man mano che il tempio funerario vicino si sgretolava e la cultura greca si sostituiva a quella egiziana. Il nome attuale con cui sono tuttora conosciute queste statue fu coniato dagli storici greci, che le associarono all'eroe e semidio mitologico Memnone, ucciso da Achille nella guerra di Troia.
La statua di destra emanava all'alba singolari rumori, come di bronzo percosso, causati dal riscaldamento solare della roccia, che gli antichi greci e romani interpretavano come il saluto dell'eroe alla madre Eos, dea dell'aurora. A parlarne è Filostrato nella sua Vita di Apollonio di Tiana. Questa strana statua "parlante" attirava la curiosità di viaggiatori e viaggiatrici, inclusi personaggi importanti, che la ricoprirono di iscrizioni, pubblicate da Bernard. Tra di esse, di una certa importanza sono gli epigrammi che Giulia Balbilla vi incise durante il suo viaggio in Egitto con la corte dell'imperatore Adriano e di sua moglie Vibia Sabina. La statua di Memnone comunque era "capricciosa" e non sempre produceva il suono, probabilmente perché servivano particolari condizioni climatiche. Essa fu restaurata in epoca romana per volere dell'imperatore Settimio Severo, nel 199 d.C. Nel terzo secolo d.C.  cessano le notizie e gli epigrammi celebrativi della "voce" della statua; probabilmente per un crollo o per una modifica strutturale della pietra, i rumori non furono più avvertiti.